# Anastasija Hotfrid
Anastasija Serhijiwna Hotfrid z domu Romanowa (ur. 25 kwietnia 1996 w Śnieżnem) – gruzińska sztangistka pochodzenia ukraińskiego.

## Życiorys
Uczestniczyła w Mistrzostwach Świata w Podnoszeniu Ciężarów w 2015 oraz w Letnich Igrzyskach Olimpijskich w Rio de Janeiro w 2016.  Wywalczyła srebrny medal na Mistrzostwach Europy w Podnoszeniu Ciężarów w 2016,  oraz złoty medal na  Mistrzostwach Świata w Podnoszeniu Ciężarów w  2017 i Mistrzostwach Europy w Podnoszeniu Ciężarów w 2018.